# Információs technológia
Az információs technológia (IT) a számítógépek használata adatok vagy információk tárolására, visszakeresésére, továbbítására és manipulálására. Az IT-t többnyire üzleti célú tevékenységek esetében használják, szemben a személyes vagy szórakoztató technológiákkal. Az IT-t az infokommunikáció (IKT) részének tekintik. Az információs technológiai rendszer (IT rendszer) egy korlátozott felhasználói csoport által üzemeltetett információs-, valamint kommunikációs rendszer, pontosabban egy számítógépes rendszer – beleértve az összes hardvert, szoftvert és perifériás berendezéseket. 
Az információ tárolása, visszakeresése, manipulálása és továbbítása már a sumérok idejében is jelen volt, amikor kr.e. 3000 körül Mezopotámiában kifejlődött az írás, de a modern értelemben vett információs technológia kifejezés először egy a Harvard Business Review által 1958-ban publikált cikkben jelent meg. Ennek szerzői, Harold J. Leavitt és Thomas L. Whisler szerint "az új technológiának még nincs egységes neve. Hívjuk tehát információs technológiának (IT). " Meghatározásuk három kategóriából áll: feldolgozási technikák, statisztikai és matematikai módszerek alkalmazása a döntéshozatalban, valamint a magasabb rendű gondolkodás szimulálása számítógépes programok segítségével.
Az információs technológiát általában a számítógépek és a számítógépes hálózatok szinonimájaként használják, de magában foglal egyéb információközlési technológiákat is, mint például a TVt és a telefonokat. A gazdaságot illetően számos termék vagy szolgáltatás kapcsolódik az IT-hez, beleértve a számítógépes hardvert, szoftvert, elektronikát, félvezetőket, internetet, telekommunikációs berendezéseket és az e-kereskedelmet. 
Négy különböző szakaszra oszthatjuk a az IT fejlődésének történetét az alkalmazott tárhely és feldolgozási technológiák alapján: 
előmechanikus (i.e. 3000 – i.sz. 1450), mechanikus (1450–1840), elektromechanikus (1840–1940) és elektronikus (1940– jelenleg). Ez a cikk a legutóbbi, elektronikus szakaszról szól. 

## A számítógépes technológia története

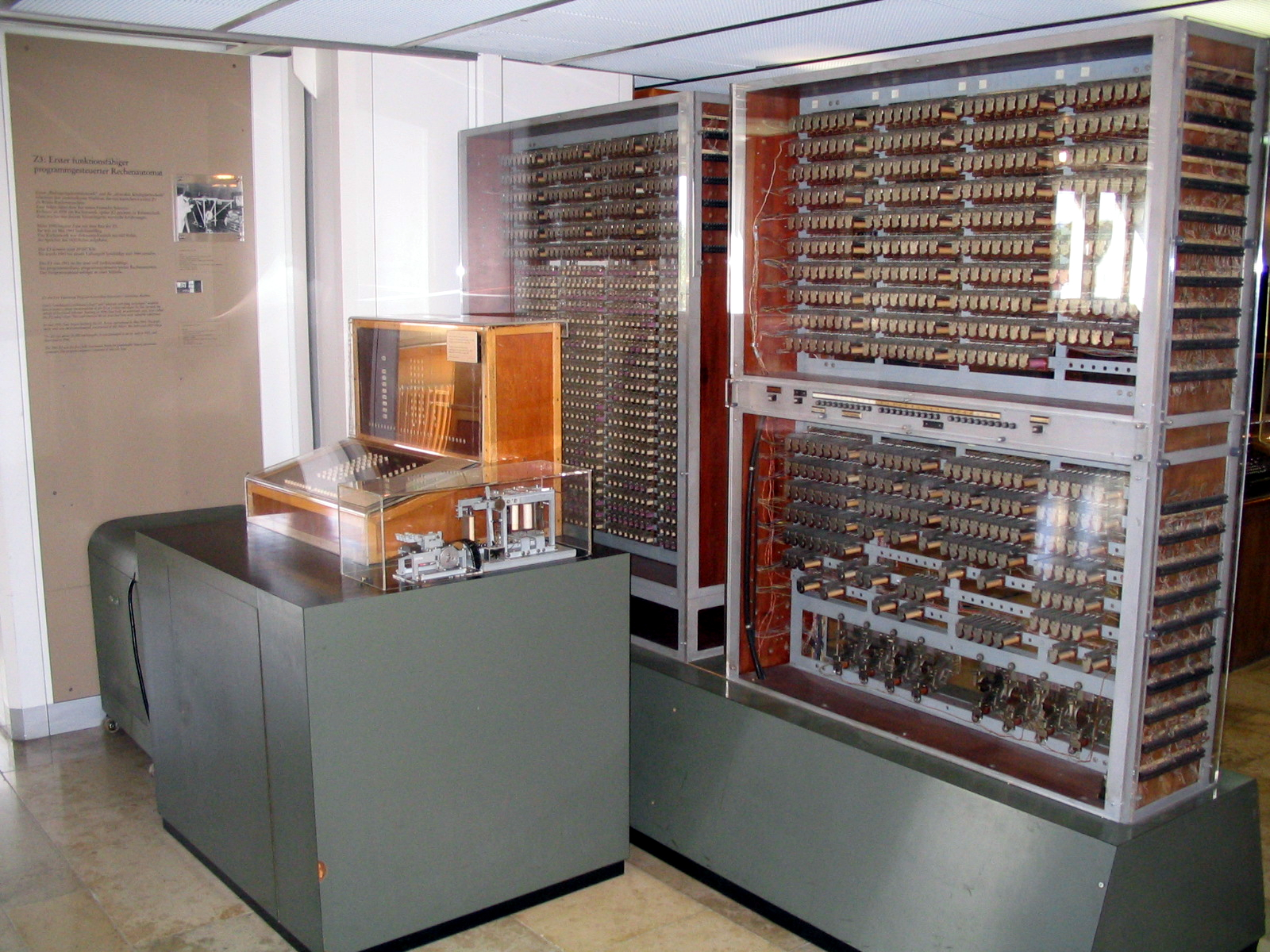
A Zuse Z3 replikája a müncheni Deutsches Museumban. Ez volt az első programozható számítógép

Különféle eszközök évezredek óta használatban vannak a számítás elősegítésére, ez eleinte valószínűleg rovással történt. A kr.e. első század eleji Antiküthérai szerkezet tekinthető egyben a legkorábbi ismert mechanikus analóg számítógépnek valamint mechanizmusnak is. Hozzá hasonló eszközök csak a 16. században jelentek meg Európában, és csak 1645-ben fejlesztették ki az első olyan mechanikus számológépet, amely képes volt a négy matematikai alapművelet elvégzésére.
A jelfogós, valamint az elektroncsöves elektronikus számítógépek az 1940-es évek elején jelentek meg. Az 1941-ben elkészült elektromechanikus Zuse Z3 volt a világ első programozható számítógépe, és a modern szabványok szerint az egyik első olyan gép, amelyet teljes számítástechnikai gépnek tekintettek. A második világháború alatt a német üzenetek visszafejtésére kifejlesztett Colossus volt az első elektronikus digitális számítógép. Bár programozható volt, nem általános célú, csak egyetlen feladat elvégzésére tervezték. Nem tudta a programot a memóriában tárolni; a programozást dugókkal és kapcsolókkal oldották meg a belső vezetékek megváltoztatásához. Az első felismerhetően modern elektronikus program-tárolt számítógép a Manchester Baby volt, amely 1948. június 21-én futtatta első programját.
A tranzisztorok fejlesztése a Bell Laboratoriesban az 1940-es évek végén tette lehetővé az új generációs számítógépek tervezését, nagy mértékben csökkentett energiafogyasztással. Az első, kereskedelemben kapható tárolt programszámítógép, a Ferranti Mark I 4050 elektroncsövet tartalmazott, és 25 kilowatt volt az energiafogyasztása. Összehasonlítva az első tranzisztorizált számítógéppel, amelyet a Manchesteri Egyetemen fejlesztettek ki és 1953 novemberében helyeztek üzembe, a végleges változat mindössze 150 wattot fogyasztott.

## Elektronikus adatfeldolgozás

### Adattárolás

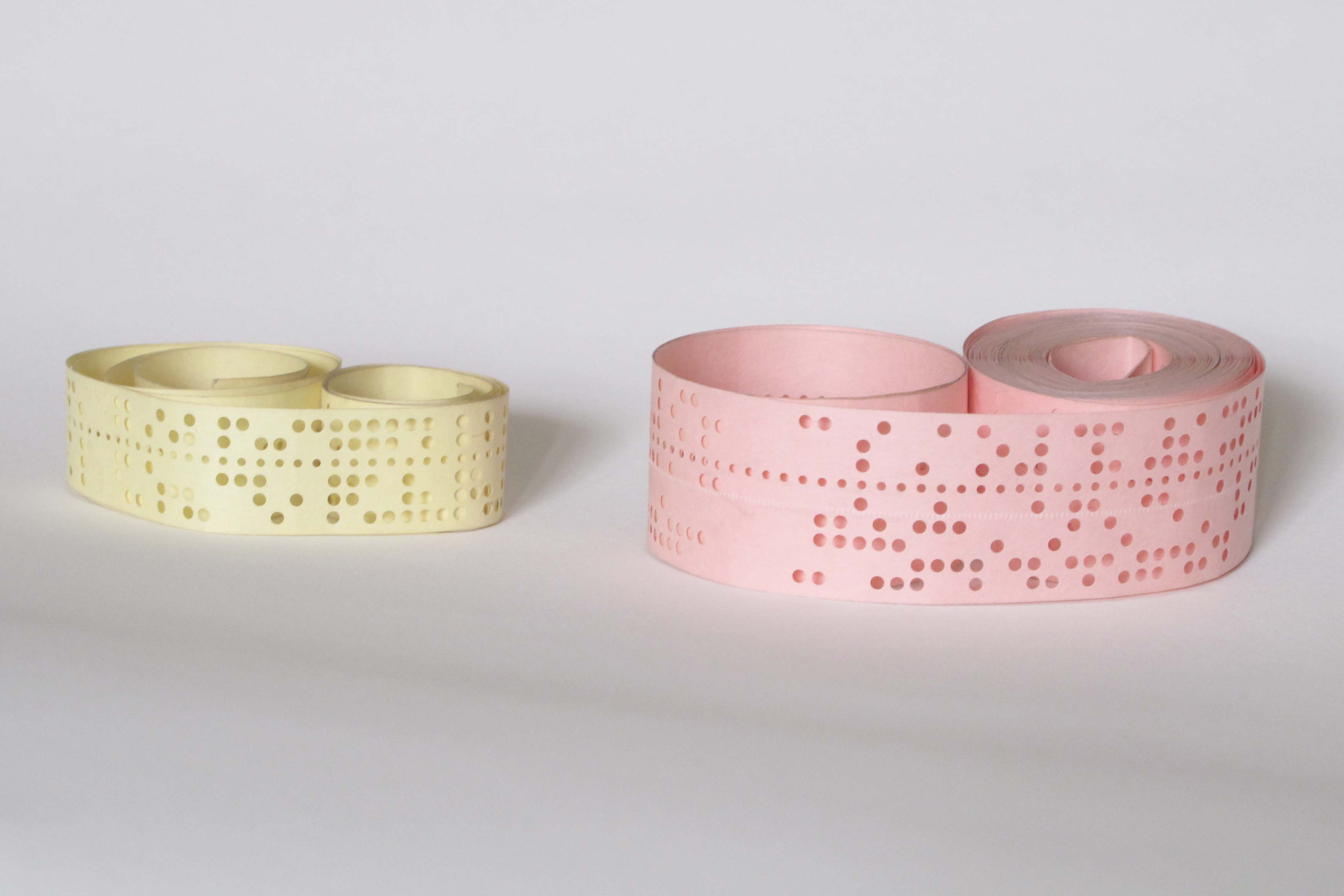
Lyukasztott szalagot használtak a korai számítógépekben az adatok ábrázolására.

A korai elektronikus számítógépek – ilyen a Colossus,- lyukszalagot, azaz olyan hosszú papírcsíkot használtak, amelyen az adatokat lyukak sorozata ábrázolta, de ezt a módszert napjainkban már nem alkalmazzák. A modern számítógépek esetében használatos elektronikus adattárolás a II. Világháború idejéből származik, ugyanis ekkor fejlesztették ki a radarjelekben fellépő zavar eltávolítására a késleltetési vonal-memóriát. Az első digitális RAM tárolóeszköz a szabványos katódsugárcsöveken alapuló Williams-cső volt, de a benne tárolt információ igen változékony volt, mivel folyamatos frissítést igényelt, s az információ az áramellátás megszűnésével elveszett. Egy, a stabilabb számítógépes tárolás legkorábbi formája a mágneses dob volt, amelyet 1932-ben fejlesztettek ki, és a Ferranti Mark 1-nél, a világ első kereskedelemben kapható általános rendeltetésű elektronikus számítógépénél használták.
Az IBM 1956-ban mutatta be az első merevlemez-meghajtót, a 305 RAMAC-ot, amely a számítógépes rendszer része volt. A legtöbb digitális adat ma is mágnesesen tárolódik a merevlemezeken, vagy optikailag adathordozón, mint például CD-ROM-on. 2002-ig a legtöbb információt analóg eszközökön tárolták, de először ebben az évben a digitális tárolási kapacitás meghaladta az analógét. 2007-től a világszerte tárolt adatok csaknem 94% -át digitálisan tárolták: 52% -át merevlemezeken, 28%-át optikai eszközökön és 11%-át digitális mágnesszalagon. Becslések szerint világszinten, elektronikus eszközökön levő információtárolási kapacitás kevesebb, mint 3 exabájtról (1986-ban) 295 exabájra nőtt 2007-re, nagyjából 3 évente megduplázódott.

#### Adatbázisok
Az adatbázis-kezelő rendszerek (DMS) az 1960-as években alakultak ki azért, hogy a nagy mennyiségű adat pontos és gyors tárolásának és visszakeresésének problémáját megoldják. Az ehhez hasonló korábbi rendszerek az IBM-hez tartozó Information Management System (IMS),  melyet még több mint 50 évvel később is széles körben alkalmaznak. IMS hierarchikusan tárolja az adatokat, azonban az 1970-es években Ted Codd az alternatív relációs tárolási modell alkalmazását javasolta a halmazelméletre és az elsőrendű nyelvre, valamint a táblák, sorok és oszlopok hasonló koncepcióira alapozva. 1981-ben az Oracle kiadta az első kereskedelemben is elérhető relációs adatbázis-kezelő rendszert (RDBMS).
Az összes DMS komponensekből tevődik össze, lehetővé téve a tárolt adatokhoz való hozzáférést egyszerre több felhasználó által, valamint az adatok megőrzését. Az összes adatbázis közös abban az értelemben, hogy az általuk tárolt adatok felépítését maguktól az adatoktól elkülönítve,úgynevezett adatbázis sémában tárolják és tárolják.
Az elmúlt években a XML (Kiterjeszthető jelölő nyelv) vált az egyik legnépszerűbb adatformátummá. Bár az XML adatok normál fájlrendszerekben tárolhatók, gyakran a relációs adatbázisokban tartják, hogy kihasználják "erőteljes megvalósításukat, amelyet évek óta igazolnak mind az elméleti, mind pedig a gyakorlati erőfeszítések". Az SGML (szokásos általános jelölőnyelv) fejlődésének eredményeképpen, az XML szöveg alapú struktúrája gép és ember által is olvasható.

### Adatok lehívása
A relációs adatbázismodell segítségével létrejött a programozási nyelvtől független, strukturált lekérdezési nyelv (SQL), amely a relációs algebrán alapszik. 
Az adat és az információ nem ugyanaz. Minden, ami eltárolásra kerül, az adat, de csak akkor lesz információ, ha megfelelően rendezett és prezentált. A világ digitális adatainak nagy része strukturálatlan, és különféle fizikai formátumokban tárolódik, legyen szó akár csak egyetlen szervezetről. Az adattárakat az 1980-as években kezdték el fejleszteni annak érdekében, hogy az eltérő tárakat integrálják. Ezek jellemzően különféle forrásokból – például külső forrásokból, mint az Internet – kinyert adatokat tartalmaznak, oly módon rendezve, hogy ezzel elősegítsék a döntéstámogató rendszereket (DSS).

### Adatátvitel
Az adatátvitelnek három szerepe van: a továbbítás, a terjesztés és a vétel. Ez lehet közvetítés, amelyben az információ egy irányba áramlik, vagy pedig telekommunikáció, ahol kétirányú az áramlás.
Az XML a 2000-es évek eleje óta egy egyre inkább kedveltté vált adatcsere eszköz, különösen a gépiorientált interakcióknál, például olyan weborientált protokollokban, mint a SOAP, amely sokkal inkább a használatban levő, s nem pedig a feldolgozott adatokkal operál".

### Adatmanipuláció
Hilbert és Lopez ismerték fel, hogy a technológiai változások üteme exponenciális (egyfajta Moore-törvény ): a gépek alkalmazásspecifikus kapacitása az egy főre jutó információ kiszámításához 14 havonta körülbelül kétszeresére nőtt 1986 és 2007 között; a világ általános-felhasználású számítógépek egy főre eső kapacitása 18 havonta megduplázódott ugyanazon két évtized során; az egy főre eső globális telekommunikációs kapacitás 34 havonta megduplázódott; a világon az egy főre eső tárolókapacitás nagyjából 3 évente; az egy főre eső sugárzási információk pedig 12,3 év alatt duplázódtak meg.
Nagy mennyiségű adatot tárolása szükséges napi szinten világszerte, de ha nem lehet elemezni és hatékonyan bemutatni, akkor úgynevezett adat-temetőbe kerülnek, ezek „ritkán használt archivált adatok”. A probléma megoldása érdekében jött létre az 1980-as évek végén az adatbányászat – "érdekes minták és tudás felfedezése nagy mennyiségű adathalmazból"

## Perspektívák

### Tudományos perspektíva
Tudományos szemszögből az Association for Computing Machinery (Számítástechnikai Gépek Szövetsége) az IT-t így írja le: "egyetemi program, amely felkészíti a hallgatókat az üzleti, kormányzati, egészségügyi, tanulmányi és egyéb szervezetek számítógépes technológiai igényeinek megfelelő ismeretére... Az informatikai szakemberek vállalják a felelősséget a szervezet számára megfelelő hardver és szoftver termékek kiválasztásáért, a termékek szervezeti igényekhez és infrastruktúrához való integrálásáért, valamint ezeket az alkalmazásokat telepíti, testre szabja és karban tartja a szervezeten belüli számítógép felhasználók számára."

### Kereskedelmi és foglalkoztatási perspektíva
Az informatika területén működő vállalatokra gyakran utalnak, mint "technológiai szektor" vagy "tech ipar".  
Sok társaságnak van informatikai részlege, amely kezeli a számítógépüket, a hálózatokat és vállalkozás egyéb műszaki területeit. 
Üzleti szemszögből nézve az Information Technology Association of America (Amerikai Információtechnológiai Szövetség)az információtechnológiát úgy határozza meg, mint "számítógépes információs rendszerek tanulmánya, tervezése, fejlesztése, alkalmazása, megvalósítása, támogatása vagy kezelése". Az IT területén dolgozók felelőssége magában foglalja a hálózat adminisztrációját, a szoftverfejlesztését és telepítését, szintúgy a szervezet technológiai életciklusának tervezését és irányítását, amelynek során a hardvert és a szoftvert karbantartják, frissítik és kicserélik. 

### Etikai szempontok
Az informatika etikával foglalkozó területét Norbert Wiener matematikus alkotta meg az 1940-es években. Néhány etikai probléma, amely az informatika alkalmazásával felmerülhet:
- A szerzői jogok megsértése: a szerzők tulajdonában levő fájlok engedély nélküli letöltése
- A munkáltatók figyelik alkalmazottaik e-mailjeit és az internetes tevékenységeiket
- Spamek
- Hackerek online adatbázisokhoz való hozzáférése
- Weboldalak, amelyek sütiket vagy kémprogramokat telepítenek annak érdekében, hogy felhasználóik online tevékenységeit megfigyelhessék

## Fordítás
- Ez a szócikk részben vagy egészben  az   Information technology című angol Wikipédia-szócikk ezen változatának fordításán alapul.  Az eredeti cikk szerkesztőit annak laptörténete sorolja fel. Ez a jelzés csupán a megfogalmazás eredetét és a szerzői jogokat jelzi, nem szolgál a cikkben szereplő információk forrásmegjelöléseként.